# Paul Lukas
Paul Lukas (* 26. Mai 1894 in Budapest, Österreich-Ungarn; † 15. August 1971 in Tanger, Marokko; eigentlich Pál Lukács) war ein ungarisch-US-amerikanischer Schauspieler. Für seinen Auftritt im Film Watch on the Rhine gewann er 1944 den Oscar als bester Hauptdarsteller.

## Leben und Karriere
Der Ungar Lukas, der eigentlich Pál Lukács hieß, begann seine Schauspielerlaufbahn 1916 im österreich-ungarischen Kaschau als Theaterschauspieler und stieg rasch zu einem beliebten Darsteller auf verschiedenen Bühnen auf. Auf dem Höhepunkt seiner europäischen Karriere war er oft in Produktionen von Max Reinhardt zu sehen.
1927 ging er auf Einladung von Adolph Zukor in die USA und unterschrieb zunächst einen Vertrag bei Paramount Pictures, wo er an der Seite einiger der größten weiblichen Stars des Studios eingesetzt wurde, darunter Pola Negri (Three Sinners, The Woman from Moscow), Ruth Chatterton (The Right to Love, Unfaithful, Anybody’s Woman, Tomorrow and Tomorrow) und Kay Francis (I Found Stella Parrish). Er arbeitete mit bekannten Regisseuren wie George Cukor (bei Vier Schwestern als Katharine Hepburns Filmpartner), William Wyler (bei Zeit der Liebe, Zeit des Abschieds) und Alfred Hitchcock (beim britischen Film in Eine Dame verschwindet als Filmschurke Dr. Hartz).
Im Laufe der Jahrzehnte spielte Lukas in Hollywood viele Haupt- und Nebenrollen, wobei er vor allem auf kultivierte und charmante, mitunter aber auch zwielichtige Europäer abonniert war. Seinen größten Erfolg feierte Lukas 1943 als Filmpartner von Bette Davis in Watch on the Rhine, für den er den Oscar und den New York Film Critics Circle Award als bester Darsteller erhielt. Lukas hatte die Rolle des Kurt Müller, ein Widerstandskämpfer gegen die Nationalsozialisten, bereits zuvor in dem gleichnamigen Stück von Lillian Hellman am Broadway gespielt.
Mit zunehmendem Alter wechselte Lukas endgültig ins Charakterfach und hatte 1954 eine weitere berühmte Rolle als Professor Aronnax in der Jules-Verne-Verfilmung 20.000 Meilen unter dem Meer. Zu diesem Zeitpunkt machten sich bei ihm bereits Gedächtnisprobleme bemerkbar, was angeblich zu unverträglichem Sozialverhalten führte, unter dem auch sein Freund Peter Lorre gelitten haben soll. Dennoch war Lukas bis kurz vor seinem Tod als Schauspieler tätig und arbeitete zuletzt auch viel im Fernsehen. Insgesamt umfasst sein filmisches Schaffen rund 140 Film- und Fernsehproduktionen zwischen 1915 und 1970.
Lukas war in den 1940er Jahren Mitglied der antikommunistischen Motion Picture Alliance for the Preservation of American Ideals. In erster Ehe war er von 1927 bis zu ihrem Tod 1962 mit Gizella Benes verheiratet. 1963 heiratete er Annette M. Driesens, diese Ehe hielt bis zu seinem Tod. Er starb in Tanger und wurde auf dem Friedhof der südspanischen Küstenstadt Benalmádena beigesetzt.

## Filmografie (Auswahl)
- 1915: A Man of the Earth (Kurzfilm)
- 1919: Boccaccios Liebesnächte
- 1922: Eine versunkene Welt
- 1922: Samson und Delila
- 1923: Das unbekannte Morgen
- 1927: Die Liebschaften einer Schauspielerin (Loves of an Actress)
- 1928: Das zweite Leben (Three Sinners)
- 1928: Die Dame aus Moskau (The Woman From Moscow)
- 1928: Die Verschwörer (Two Lovers)
- 1928: Manhattan Cocktail
- 1928: Liebeslüge (The Shopworn Angel)
- 1929: Millionen um ein Weib (The Wolf of Wall Street)
- 1930: Anybody’s Woman
- 1930: The Right to Love
- 1930: The Devil’s Holiday
- 1931: Straßen der Weltstadt (City Streets)
- 1931: Unfaithful
- 1931: The Vice Squad
- 1932: Tomorrow and Tomorrow
- 1932: Der schöne Karl (Downstairs)
- 1932: Rockabye
- 1933: Vier Schwestern (Little Women)
- 1933: Bei Kerzenlicht (By Candlelight)
- 1933: Grand Slam
- 1935: I Found Stella Parrish
- 1936: Zeit der Liebe, Zeit des Abschieds (Dodsworth)
- 1937: … heute Abend – Hotel Ritz (Dinner at the Ritz)
- 1938: Eine Dame verschwindet (The Lady Vanishes)
- 1939: Ich war ein Spion der Nazis (Confessions of Nazi Spy)
- 1939: Kettensträfling in Australien (Captain Fury)
- 1940: Die wunderbare Rettung (Strange Cargo)
- 1940: The Ghost Breakers
- 1941: Das Ungeheuer von Chicago (The Monster and the Girl)
- 1943: Don’t Be a Sucker (Kurzfilm)
- 1943: Watch on the Rhine
- 1944: Auf Ehrenwort (Uncertain Glory)
- 1944: Address Unknown
- 1944: Experiment in Terror (Experiment Perilous)
- 1947: Whispering City
- 1948: Berlin-Express (Berlin Express)
- 1950: Kim – Geheimdienst in Indien (Rudyard Kipling’s Kim)
- 1954: 20.000 Meilen unter dem Meer (20,000 Leagues Under the Sea)
- 1958: Die Wurzeln des Himmels (The Roots of Heaven)
- 1962: Zärtlich ist die Nacht (Tender is the Night)
- 1962: Die vier apokalyptischen Reiter (Four Horsemen of the Apocalypse)
- 1963: 55 Tage in Peking (55 Days at Peking)
- 1963: Acapulco (Fun in Acapulco)
- 1965: Lord Jim
- 1966–1967: FBI (The F.B.I., Fernsehserie, drei Folgen)
- 1967: Solo für O.N.C.E.L. (The Man from U.N.C.L.E., Fernsehserie, Folge 4x02)
- 1968: Kugeln sind sein Autogramm (Sol Madrid)
- 1969: Ihr Auftritt, Al Mundy (It Takes a Thief, Fernsehserie, zwei Folgen)
- 1970: The Challenge (Fernsehfilm)

## Auszeichnungen
- 1943: New York Film Critics Circle Award als bester Hauptdarsteller für Watch on the Rhine
- 1944: Oscar als bester Hauptdarsteller für Watch on the Rhine
- 1944: Golden Globe Award als bester Hauptdarsteller für Watch on the Rhine
- 1960: Stern auf dem Hollywood Walk of Fame (6821 Hollywood Blvd.)